# Bicentenario de las Cortes de Cádiz
El bicentenario de las Cortes de Cádiz se conmemoró entre 2010 y 2013 en las localidades españolas de Cádiz, San Fernando y Chiclana de la Frontera. Durante estos tres años se celebró el doscientos aniversario de la redacción y promulgación de la primera Constitución española. Durante el 2010, la ciudad de San Fernando conmemoró el inicio de las reuniones de las Cortes Constituyentes; durante 2011 se celebró en Chiclana el Bicentenario de la Batalla de la Barrosa; y, finalmente, se celebró en Cádiz la promulgación final de la Constitución del 1812 (2012), para terminar los actos en el año 2013. La Unesco ha reconocido la conmemoración dentro de su calendario oficial.